# Олхувка
Олху̀вка (на полски: Olchówka; на беларуски: Альхоўка) е село в Източна Полша, Подляско войводство, Хайновски окръг, община Наревка.
Селището е разположено в непосредствена близост до Беловежкия национален парк и границата с Беларус. Отстои на 10 км югоизточно от общинския център Наревка, на 24 км североизточно от окръжния център Хайнувка и на 67 км югоизточно от войводската столица Бялисток. Към него спада махала Заброди.
Според данни от полската Централна статистическа служба, към 2011 година населението на селото възлиза на 139 души.
- Графика. Промени в броя на жителите в периода 1988 – 2011 г.[3]